# Eliezer Schneider
Eliezer Schneider (Rio de Janeiro, 18 de outubro de 1916 - 26 de agosto de 1998) foi um psicólogo brasileiro. Bacharel em Ciências Sociais e Jurídicas, foi o primeiro brasileiro com mestrado em Psicologia no Brasil e se destacou como pioneiro no desenvolvimento da profissão e da área de conhecimento da Psicologia no Brasil.

## Biografia

### Família
Filho de Scylla e Jacob Schneider, casou-se em 1951, com a cantora gaúcha Guiomar Schneider (Porto Alegre, 17 de junho de 1937 - São Paulo, 8 de agosto de 2009), também conhecida como Gilda Lopes, com quem teve seu primeiro filho, Jean Bayard, nascido em 1952. Morou em Porto Alegre entre 1953 e 1954 por causa da esposa, retornando em seguida para o Rio de Janeiro. Em 1968, casou-se pela segunda vez com Fanny Schneider, com quem teve seu segundo filho, Marco André Schneider, nascido em 1970.

### Formação acadêmica
Eliezer Schneider obteve o título de bacharel em Ciências Jurídicas e Sociais pela Faculdade de Direito da Universidade do Brasil (atual Universidade Federal do Rio de Janeiro), em 1939, mas nunca exerceu a profissão. Seu ingresso na psicologia aconteceu em 1941, através de um concurso do DASP para o cargo de Técnico de Assuntos Educacionais, que possibilitou a entrada de Schneider no Instituto de Psicologia, um órgão suplementar da Universidade do Brasil. Sua atividade prática mais rotineira como um “psicologista” era a de aplicação de testes. Schneider decidiu se candidatar para um mestrado na Universidade de Iowa, foi aceito e defendeu sua tese sobre teorias emergentistas da personalidade, recebendo o título de mestre em 1947. Em 1966, obtém o diploma de bacharel em Direito e de Master of Arts.

### Carreira profissional
Ingressou como assistente de ensino no Instituto de Psicologia da Universidade do Brasil em 1941. Em 1948, se tornou assistente de psicologia no curso de Filosofia da Faculdade Nacional de Filosofia. Entre 1949 e 1953, exerceu a função de psicotécnico no Instituto de Seleção e Orientação Profissional na Fundação Getulio Vargas, e em 1950 se tornou Chefe de Divisão de Pesquisas Experimentais do Instituto de Psicologia, função que exerceu até 1953. Entre 1953 e 1954, durante uma mudança de curto tempo para Porto Alegre, se tornou professor da Pontifícia Universidade Católica do Rio Grande do Sul, atuou como chefe da seção de seleção e orientação profissional do DER-RS, e como professor de Psicologia da personalidade na Universidade Federal do Rio Grande do Sul.
Ao retornar ao Rio de Janeiro, se tornou diretor do Colégio Hebreu Brasileiro (1958-1967) e psicólogo do Manicômio Judiciário (1954-1976). Em 1964, Antonio Gomes Penna e Eliezer Schneider montaram o currículo do curso de graduação de psicologia da UFRJ. Em 1967, se tornou professor de psicologia geral e experimental na Universidade Gama Filho. Em 1970, vira Chefe de Departamento de Psicologia na Universidade Estadual de Goiás, assim como do Departamento de Psicologia Social e do Trabalho no Instituto de Psicologia da UFRJ (1970-1974). Em 1971, passou a ser professor de psicologia social no mesmo instituto, professor de Psicologia e Comunicação Social e membro do conselho superior de Ensino e Pesquisa na UEG e professor de Psicologia geral e experimental na Faculdade de Humanidades Pedro II, assim como se tornou diretor do Instituto de Psicologia e Comunicação Social da Universidade do Estado do Rio de Janeiro. Foi professor de dinâmica e relações humanas na Associação Universitária Santa Úrsula em 1972, assim como professor de psicologia aplicada no curso de mestrado do ISOP na Fundação Getulio Vargas até 1991. Entre 1973 e 1983, foi professor do curso de mestrado em educação na UFRJ. A partir de 1974, se tornou diretor adjunto da Divisão de Ensino de Graduação do Instituto de Psicologia da UFRJ, e também chefe do Departamento de Psicologia e professor de psicologia jurídica da Faculdade de Humanidades Pedro II. Entre 1975 e 1977, se tornou membro do Conselho Superior de Ensino e Pesquisa na UERJ, e atuou como psicólogo no Conselho Penitenciário do Rio de Janeiro. Atuou também na pós-graduação na Universidade Gama Filho nos anos 60 até 1998 e no ISOP da UFRJ (professor de psicologia social e psicologia da motivação no curso de doutorado), Instituto de Ensino Superior Albert Einstein (chefe do Departamento de Psicologia da Educação) e chefe do Departamento de Psicologia Social e do Trabalho e diretor adjunto de pós-graduação, ambos na UFRJ, entre as décadas de 1970 e 1980.
Juntamente com Antonio Gomes Penna, criou o Boletim do Instituto de Psicologia em 1951, periódico que manteve suas publicações regularmente até 1974. Na década de 1980, se aposentou compulsoriamente em ambas as universidades do Rio de Janeiro, estadual e federal, mantendo sua atuação apenas na Universidade Gama Filho. Ao longo da vida, ele publicou mais de 120 artigos, orientou aproximadamente 45 dissertações e teses e participou de cerca de 140 bancas de mestrado e doutorado.

## Contribuições para a Psicologia Social
Desde seu ingresso na psicologia, Schneider voltou sua atenção para a problemática humana e esse interesse o levou para o campo da psicologia social. Em sua obra, Schneider expressava uma preocupação do direcionamento da psicologia social não apenas para a formulação de teorias generalistas, mas sim em um contexto micro e macrossocial no entendimento do humano em sua diversidade histórica e cultural, sua visão era da importância do psicólogo social para o desenvolvimento social do Brasil. Schneider buscava sempre uma aproximação com os conceitos gerais da psicologia para estabelecer sua psicologia social, o que não ocorreu com outros autores da área da psicologia social, que foram buscar sua base teórica em outras áreas do conhecimento, no contexto da década de 80. Esses profissionais da psicologia se fundamentaram em bases não psicológicas e foram influenciados pelos trabalhos de Karl Marx, Foucault, entre outros, constituindo diversas psicologias sociais com bases teóricas predominantemente não-psicológicas.
Apesar da repressão vivenciada na época, Schneider colaborou e se dedicou para a consolidação da psicologia como ciência e profissão, buscando estruturar e implantar os primeiros cursos de psicologia no Brasil.

## Obras, estudos e publicações
- SCHNEIDER, Eliezer. Psicologia Social: Histórica, Cultural, Política. Rio de Janeiro: Guanabara Dois, 1978.
- Aproximadamente 121 artigos publicados em diversas revistas da época, como Arquivos Brasileiros de Psicotécnica.[1]